# Muhammad Osman Said
Muhammad Osman Said, född 17 oktober 1924, död 31 december 2007, var Libyens premiärminister mellan 17 oktober 1960 och 19 mars 1963. Said var premiärminister då Libyen var en monarki med Idris I som statsöverhuvud.